# Sharon Stouder
Sharon Marie Stouder (Altadena, 9 de novembro de 1948 - 23 de junho de 2013) foi uma ex-nadadora norte-americana, ganhadora de três medalhas de ouro nos Jogos Olímpicos.
Foi detentora do recorde mundial dos 100 metros borboleta e dos 200 metros borboleta entre 1964 e 1965.
Stouder entrou no International Swimming Hall of Fame em 1972.